# Kuzunoha

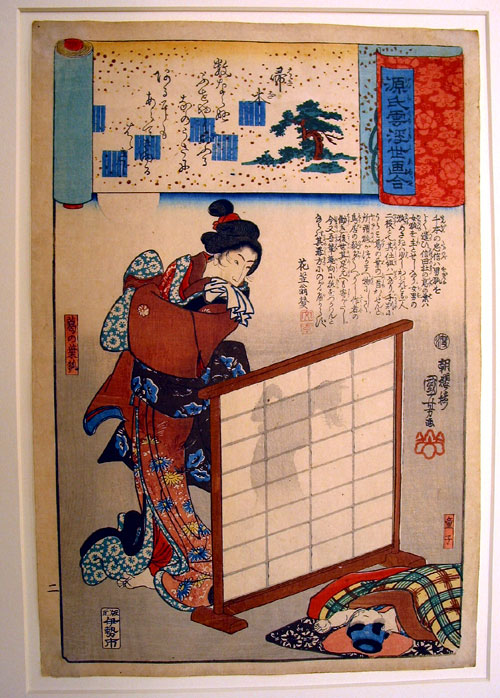
La kitsune Kuzunoha. Si noti l'ombra d'una volpe. Stampato da Kuniyoshi.

Kuzunoha (葛の葉?, Kuzunoha), o Kuzu-no-Ha, è una kitsune popolare nel folklore giapponese.  Il suo nome vuol dire "foglia di Kuzu". Si dice fosse madre di Abe no Seimei, il famoso onmyōji.

## Leggenda

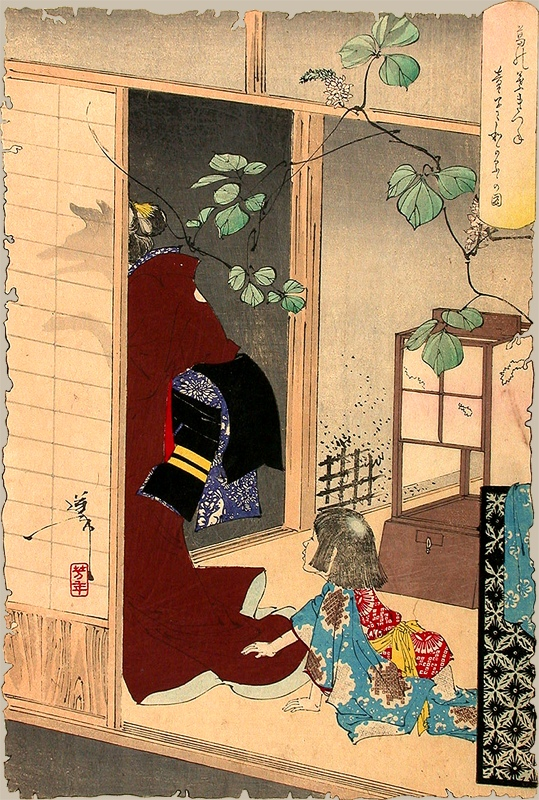
La Donna-Volpe Kuzunoha lascia suo figlio in un famoso dipinto di Yoshitoshi

Sotto il regno dell'Imperatore Murakami (947-967), il giovane nobile Abe no Yasuna, in cammino per visitare il santuario di Shinoda, nella provincia di Settsu, incontrò un giovane commissario militare in caccia di volpi per ottenere i loro fegati ed usarli come rimedi medici. Yasuna, mosso da pietà, combatté il cacciatore, ricevendo parecchie ferite, ma riuscì a liberare la volpe bianca. Più tardi, incontrò una bella donna chiamata Kuzunoha che lo aiutò a tornare a casa.
In realtà, quella donna era la volpe salvata da Yasuna ed aveva assunto forma umane per potergli curare ferite. Ella gli rese spesso visita durante la sua convalescenza, infine s'innamorarono e si sposarono. In seguito, ebbero un figlio, Seimei (il cui nome da bambino era Dōji), che si dimostrò prodigiosamente intelligente. Kuzunoha si rese conto che suo figlio aveva ereditato parte della sua natura soprannaturale.
Parecchi anni dopo, mentre Kuzunoha osservava dei crisantemi, incantata dalla visione dei fiori, ella si dimenticò di mantenere la sua sembianza umana e suo figlio ne scorse la punta della coda. Scoperta, dovendo lasciare la famiglia, Kuzunoha si preparò a ritornare alla sua vita selvaggia. Prima d'andarsene lasciò una poesia d'addio, chiedendo a suo marito Yasuna di venire a vederla nella foresta di Shinoda.
Yasuna e Seimei la cercarono nei boschi ed ella apparve infine loro sotto forma di volpe. Rivelò che era il kami (spirito divino) del santuario di Shinoda; diede al figlio Seimei il dono di comprendere il linguaggio degli animali.
Poi si separarono. Qualche anno più tardi, Dōji, che ormai era chiamato Seimei, cominciò a studiare la cosmologia Tenmon-dō e grazie ai poteri acquisiti dalla madre, guarì l'imperatore malato.

## Rappresentazioni teatrali
Kuzunoha appare nei teatri kabuki e bunraku, basata sulla sua leggenda. Lo spettacolo Kuzunoha o La Volpe di Shinoda, che è frequentemente eseguito indipendentemente da altre scene, si concentra sulla sua storia, aggiungendo alcune variazioni delle trama, come l'idea che Kuzunoha imitasse una principessa e che fosse costretta a scappare non perché Seimei le aveva visto la coda ma perché aveva riassunto completamente forma volpina; comunque queste modifiche sono inferiori rispetto ad altre rappresentazioni.

## Izumi
A Izumi, si trova il santuario Kuzunoha Inari, di cui si dice che sia stato costruito nel luogo in cui Kuzunoha è partita, lasciando la sua poesia d'addio su di un paravento di seta.
La poesia stessa è divenuta celebre:
尋ね来て見よ
 
和泉なる
 
信太の森の
 
うらみ葛の葉»
tazunekite miyo

izumi naru

shinoda no mori no

urami kuzunoha»
Il folklorista Kiyoshi Nozaki ne dà la traduzione in inglese, che in italiano è:
Mi troverete laggiù nel grande bosco
 
di Shinoda della provincia di Izumi dove le foglie
 
di kudzu frusciano sempre d'umor pensoso.»
Uno stagno della zona è stato designato come sito storico dal Comune della città di Izumi in memoria della leggenda.